# Ришево (Західнопоморське воєводство)
Ришево (пол. Ryszewo, нім. Groß Rischow) — село в Польщі, у гміні Пижиці Пижицького повіту Західнопоморського воєводства.
Населення — 177 осіб (2011).
У 1975-1998 роках село належало до Щецинського воєводства.

## Демографія
Демографічна структура станом на 31 березня 2011 року:
|          | Загалом | Допрацездатний вік | Працездатний вік | Постпрацездатний вік |
| -------- | ------- | ------------------ | ---------------- | -------------------- |
| Чоловіки | 92      | 20                 | 62               | 10                   |
| Жінки    | 85      | 16                 | 52               | 17                   |
| Разом    | 177     | 36                 | 114              | 27                   |